# 足斑海豬魚
足斑海豬魚，為輻鰭魚綱鱸形目隆頭魚亞目隆頭魚科的其中一種，分布於中西太平洋的印尼及菲律賓海域，棲息深度2-25公尺， 本魚雄魚頭部呈綠色有不規則的淡紅色條紋; 腹鰭無黑色條紋，雌魚體前部桃色，在胸上與大部分腹部的每個鱗片黑色，頭部光滑，背鰭硬棘9枚；背鰭軟條12枚；臀鰭硬棘3枚；臀鰭軟條12枚，體長可達18.5公分，棲息在珊瑚礁海域，通常單獨活動，生活習性不明，可作為觀賞魚。